# Dimensional Stardust
Dimensional Stardust ist ein Musikalbum von Rob Mazurek und dem von ihm geleiteten Exploding Star Orchestra. Die zwischen August 2019 und März 2020 entstandenen Aufnahmen erschienen am 20. November 2020 auf International Anthem Recording Company / Nonesuch Records. Vorab wurde im September 2020 der Titel „A Wrinkle in Time Sets Concentric Circles Reeling“ mit einem Video (Regie: Mikel Patrick Avery) veröffentlicht.

## Hintergrund
2018 lud die Kuratorin des JazzFest Berlin, Nadin Deventer, Rob Mazurek ein, eine neue Version des Exploding Star Orchestra (ESO) mit Musikern aus Berlin und Chicago vorzustellen. Als er den Auftrag abgeschlossen hatte, stellte er ein Ensemble von fünfzehn Musikern und Improvisatoren vor, das dem Ethos des ESO in ihren unterschiedlichsten Hintergründen und Stimmen treu blieb, aber enger als je zuvor um seine komplizierten Kompositionen herum angeordnet war. Bei Mazureks Debüt im November 2018 bei den Berliner Festspielen wurde eine Reihe von symphonischen Studien vorgestellt, deren Einflüsse reichen von Béla Bartók über Morton Feldman, Gil Evans, Sun Ra, Pedro Santos, Bill Dixon und dem Art Ensemble of Chicago. „Mazureks Arrangements platzen in Farben und machen uns alle zu Synästhetikern“, schrieb Paul Acquaro in einer Rezension des Konzerts für das Free Jazz Collective. Als Mazurek im Sommer 2019 nach Chicago zurückkehrte, nutzte das Plattenlabel International Anthem die Gelegenheit, um seine neuen ESO-Kompositionen mit einer Gruppe von Mitarbeitern festzuhalten. In einer Reihe von Studioterminen zwischen August 2019 und März 2020 nahm Mazurek seine Arrangements mit elf Musikern auf – Nicole Mitchell, Jeff Parker, Jaimie Branch, Joel Ross, Mikel Patrick Avery, Tomeka Reid, Chad Taylor, Ingebrigt Håker Flaten, Macie Stewart, Angelica Sanchez und John Herndon – und beauftragte seinen langjährigen Mitarbeiter Damon Locks, Liedtexte für jeden der Titel zu entwerfen und Gesangstracks aufzunehmen. Nach drei Monaten intensiver Nachbearbeitung, Bearbeitung und Montage hat Mazurek im Juni 2020 das Album fertiggestellt.
Das Album enthält fast keine typischen solistischen Momente, außer Jeff Parkers Solo in „The Careening Prism Within“ und Nicole Mitchells Flöte in „Sun Core Tet“. Mazurek selbst ist als Instrumentalist nur spärlich präsent und tritt in dem Ensemble nur gelegentlich mit seiner Piccolo-Trompetein Erscheinung, insbesondere in „Parable 3000“, wo er sich Soloparts mit Mitchells Flöte und Joel Ross’ Vibraphon teilt.
Dimensional Stardust „zeigt die Komplexität von Mazureks Kompositionen, jedoch in ihrer stärksten und kompaktesten Form“, heißt es in den Liner Notes. „Mazurek konzentriert sich auf eine enge Ensemble-Orchestrierung über Passagen offener Improvisation und destilliert ein maximales Orchester explosiver Improvisatoren zu einer wunderschön zurückhaltenden, anmutigen Gruppenübung im melodischen Minimalismus.“

## Titelliste
- Rob Mazurek Dimensional Stardust (International Anthem / Nonesuch Records IARC 1036)[3]

- 1. Sun Core Tet (Parable 99)

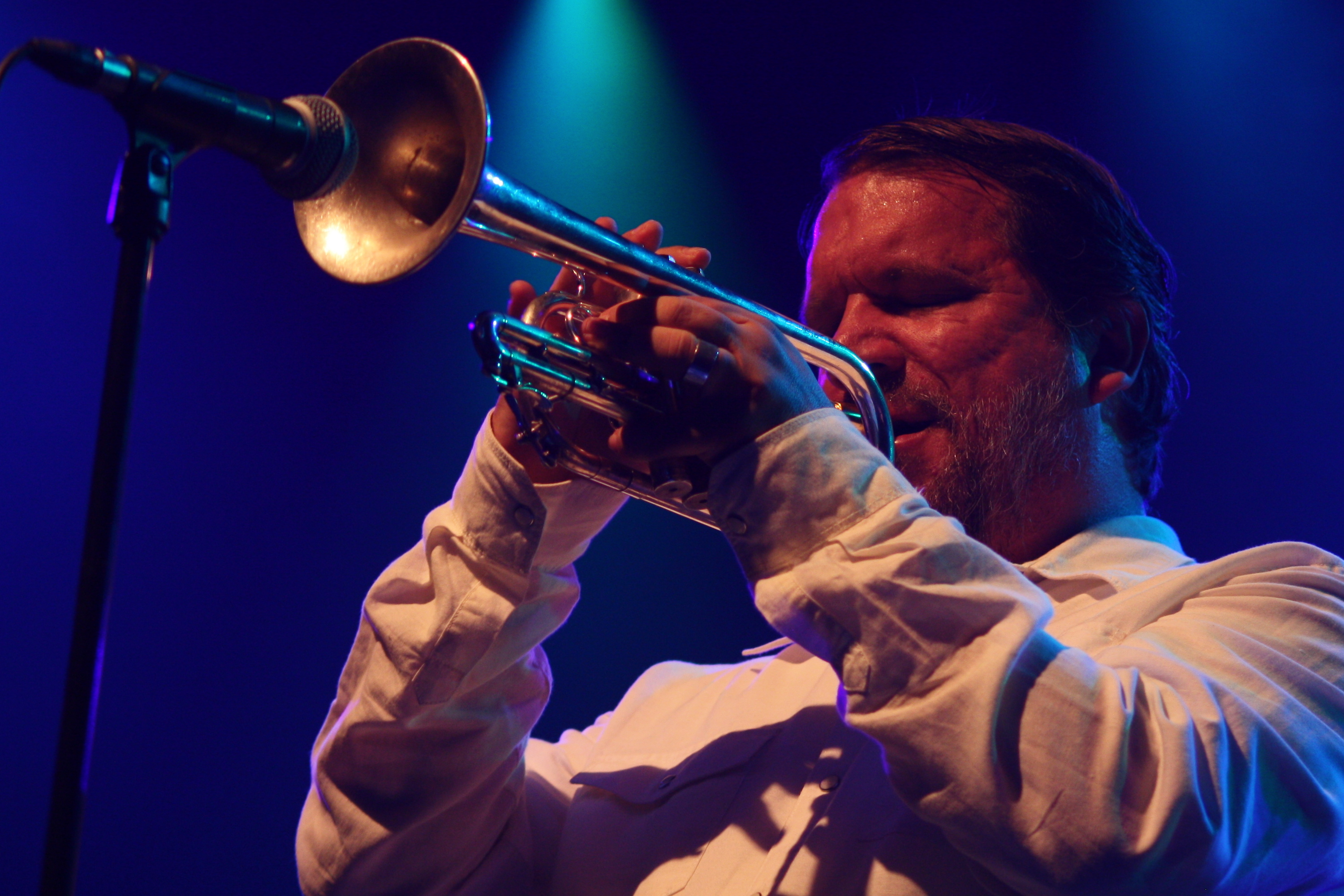
Rob Maruek auf dem Deutschen Jazzfestival 2013 mit Pharoah Sanders and the Underground

  2. A Wrinkle in Time Sets Concentric Circles Reeling – 6:27
  3. Galaxy 1000
  4. The Careening Prism Within (Parable 43)
  5. Abstract Dark Energy (Parable 9)
  6. Parable of Inclusion
  7. Dimensional Stardust (Parable 33)
  8. Minerals Bionic Stereo
  9. Parable 3000 (We All Come from Somewhere Else)
  10. Autumn Pleiades
- Musik und Texte stammen von Rob Mazurek.

## Rezeption
Nach Ansicht von Michael J. West (Bandcamp Daily) hat sich das 14-köpfige Exploding Star Orchestra zu Mazureks Vorzeigeprojekt entwickelt. Trotz seiner zahlreichen Jazz-Improvisatoren, von der starken Flötistin Nicole Mitchell über die Trompeten-Sensation Jaimie Branch bis zum Spoken-Word-Künstler Damon Locks, sei Dimensional Stardust fast ausschließlich komponierte Musik. Es sei auch dichtes, flüssiges Material, und die Musiker legten es mit symphonischer Interaktion und Nuance aus. Trotzdem habe das Album eine unglaubliche Energie, die es so spontan wie Free Jazz und voller freudiger Überraschungen erscheinen lasse.
Marcus J. Moore schrieb in The New York Times, Rob Mazureks „intergalaktischer Jazz“ strebe eine neue Dimension an; der Komponist und Kornettist erklärt, das Album mit seinem Exploding Star Orchestra sei eine Art „eine Flucht vor dem erdgebundenen Denken“.